# Urbanus proteus
Urbanus proteus (Linnaeus, 1758) è un lepidottero diurno appartenente alla famiglia Hesperiidae, diffuso nel continente americano.

## Descrizione
È una farfalla dall'apertura alare di circa 4–5 cm. È un volatore erratico e presenta due vistose code sulle ali posteriori. La colorazione del lato superiore delle ali è verde iridescente che sfuma verso il marrone scuro con ornamentazioni bianche sulle ali anteriori; quello inferiore presenta colori più smorzati e disegni più complessi. L'apice delle antenne è ricurvo. La larva  ha una colorazione verde oliva con linee scure e macchie nere e gialle, e sulla testa brunastra presenta due macchie gialle.

## Biologia
La larva  si sviluppa sulle piante di diverse specie di Leguminose.

## Distribuzione e habitat
È diffusa in buona parte del continente americano, dall'Argentina fino agli Stati Uniti meridionali. Si trova facilmente nei terreni agricoli di pianura.